# Stuttgart Nord
Stuttgart Nord – przystanek kolejowy w Stuttgarcie, w okręgu administracyjnym Stuttgart-Nord, w kraju związkowym Badenia-Wirtembergia, w Niemczech. Znajduje się tu 1 peron.